# Beelzebufo
Beelzebufo („ďábelská ropucha“) je zřejmě největší známá pravěká žába. Tento masivní obojživelník z čeledi Leptodactylidae žil před asi 70 miliony let (svrchní křída) na území Madagaskaru. Zkameněliny byly objeveny roku 1993 v sedimentech souvrství Maevarano. Asi 75 fragmentů fosílií však bylo popsáno až roku 2008.

## Rozměry
Beelzebufo mohla podle původních odhadů přesáhnout délku 42 cm (bez natažení nohou) a hmotnost kolem 4 kilogramů. Je dokonce možné, že tato dravá žába dokázala ulovit i mláďata dinosaurů nebo jiných tehdy žijících obratlovců. Novější odhady udávají délku hlavy a trupu spíše na 23,2 cm.

## Paleoekologie
Tělo této velké žáby pokrývaly zčásti pevné šupiny. Její tlama byla masivní a široká, uzpůsobená k pojídání živé kořisti. Obývala zřejmě suché, aridní oblasti a na kořist číhala ve skrytu vegetace. Mohla být také maskovaná ochranným zbarvením.

## V populární kultuře
Tato obří žába se objevuje například v televizním dokumentu Dinosaur Revolution z roku 2011.